# Gräberfeld Bischofshofen-Pestfriedhof
Das Gräberfeld Bischofshofen-Pestfriedhof in Bischofshofen ist entgegen der örtlichen Bezeichnung als „Pestfriedhof“ eine bronze- und eisenzeitliche Nekropole in der Nähe des Götschenberg-Haidbergs und „roten Felsens“.
Die 556 Brandbestattungen mit Beigaben datieren mit einigen Ausnahmen von 1.300 v. Chr. (Bronzezeit D) bis ins 6. Jh. v. Chr. (jüngere Hallstattzeit D). Die meisten Gräber datieren aus der Hallstattzeit C. Unter Berücksichtigung der 30 % an zerstörten Gräbern (darunter eine Steinkiste) dürften von 750–600 v. Chr. ca. 600 Personen bestattet worden sein. Das Verhältnis Männer/Frauen/Kinder von 3,5:7:1 entspricht jedoch nicht den Bevölkerungsrelationen. Nur zwei Gräber entstanden um die Zeitenwende (die Römer hatten ab 15 v. Chr. Noricum eingenommen).
Die Bewaffnung der Bestatteten mit zwei Wurf-Eisenlanzen und Bronzebeil entsprach ostalpinen Normen. Begleitfunde (zum Beispiel Fibeln) stammen teils von südlich der Alpen, die Keramik ist teils regionalen Ursprungs. Bemalte Keramik wurde von Kalktonstätten nördlich des Passes Lueg importiert.
Das als geschütztes Bodendenkmal erfasste Feld (Listeneintrag) wurde von Andreas Lippert (Universität Innsbruck/Wien) von 1983 bis 1996 wissenschaftlich erforscht.